# Чабани (селище)
Чабани́ — селище в Україні, у Чабанівській селищній громаді Фастівського району Київської області. Населення становить 3677 осіб.

## Назва
Існує декілька легенд щодо походження назви селища Чабани. За однією з них, таку ж саму назву мало урочище, де мешканці сіл Гатне та Хотів випасали отари овець та іншу худобу. Слово чабан тюркського походження. В урочищі пастухи-чабани для прихистку від дощу, снігу тощо спочатку будували тимчасове житло, а потім уже будували постійне житло біля дороги. Назва урочища прижилася й до хутора. За іншою легендою, існував такий козак на прізвисько Чабан, який відслужив належний йому термін у війську, обрав місцину при васильківському шляхові у напрямку від Доброго Дуба у Гатному через річки Дніприк та збудував за згодою з громадою села Гатне поблизу містка власну хату. Припускають, що згодом він знайшов собі краще місце у Києві, де оселився. Тому серед місцевих за цим урочищем закріпилася назва Чабани. Таким чином прізвисько козака увічнено у назві поселення.

## Географія
Чабани розташовані за 3 км на південь від обласного центру обабіч автошляху Київ—Одеса (Автошлях М 05) та за 60 км від районного центру. За 10 км розташована найближча залізнична станція Вишневе. Межує з селами Новосілки, Хотів, Віта-Поштова, Гатне. До найближчої станції київського метрополітену — Теремки близько 5 км.

## Населення
1900 року у Чабанах мешкало 139 осіб, 1926 року — 203 особи, 1932 року — 223 особи, у 1950—1960-х роках — близько 250 осіб. Наприкінці 1980-х років відбувся помітний приплив російськомовного населення. У 1992 році чисельність населення становила близько 4000 осіб. За даними всеукраїнського перепису населення 2001 року у селі відбулося зменшення чисельності населення до 3650 осіб. Станом на 1 січня 2005 року у селі знов мешкало 4000 осіб, у 2023 році — 3677 осіб.
Мова
Розподіл населення за рідною мовою за даними перепису 2001 року був наступним:
| українська | 3368 | 92,28 |
| російська  | 263  | 7,21  |
| білоруська | 6    | 0,18  |
| вірменська | 2    | 0,06  |
| болгарська | 3    | 0,09  |
| польська   | 1    | 0,03  |
| інші       | 5    | 0,15  |

## Символіка
Кольорами герба і прапора є блакитний, жовтий, зелений та білий, які уособлюють собою минуле, сучасне і майбутнє.
Центр герба займають стиглі пшеничні колоски та гілка яблунь з плодами. Це символізує основні заняття жителів населених пунктів — землеробство та садівництво. Меч, який міститься на задньому плані малюнка, символізує історичне минуле нашого населення — захист та оборона рідної землі від загарбників. Київська земля здавна приваблювала своїми багатствами іноземних завойовників.
Зверху герб увінчує корона сріблястого кольору (золота корона для міст, столиць; срібна — для інших населених пунктів. Прапор — полотнище прямокутної форми, на якому аналогічне з гербом зображення.
Геральдика селища Чабани затверджена рішенням 21 сесії Чабанівської селищної ради XXIV скликання від 24 червня 2004 року.

## Історія
Поселення на території сучасних Чабанів існували ще в неоліті, 5-4 тис. років до н. е. Поблизу селища проходить земляний вал скіфських часів. Неподалік є пагорб, на якому, за однією з версій, стояв літописний Звенигород. Самі ж Чабани були засновані у першій чверті XVIII століття . Згадується воно десь на початку XII століття при розмежуванні земельних володінь Микільсько-Пустинного (с. Гатне) та Києво-Печерського (с. Хотів) монастирів.
На початку XVIII століття на місці поселення Чабани зростав дубовий ліс, а на територіях сучасних інституту землеробства НААН України та Дослідного господарства «Чабани» було урочище Грядина села Гатне. Назва урочища походить від слова «грядки», тобто місцеві селяни вирощували різну городину. Згодом у проміжку між болотом та річкою Дніприк чабанці закріпили однойменну назву урочища Дніприк.
Тривалий час Чабани були лише невеликим хутором. Так, за переписом Київського губернського статистичного комітету, у 1900 році у казенному хуторі Чабани налічувалося 25 дворів та мешкало 139 осіб (80 чоловіків, 59 жінок). Основним заняттям селян було хліборобство. Населення хутора належало до колишніх державних селян, землеробство проводилося за трипільною системою.
Перша школа у Чабанах відкрилася у хаті відставного солдата Максима Корнійовича Греснюка. Він навчав 8—10 дітей. На початку XX століття — церковно-парафіяльна школа, в якій дітей навчав лише один вчитель. На часі Столипінської реформи та будівництва нової Васильківської дороги на Київ, а також завдяки вигідному положенню, на хутір переселялися селяни з навколишніх сіл, зокрема з Гатного, Хотова та Віти-Поштової. 
Під час першої світової війни переважна більшість чоловічого населення було мобілізовано до російського війська. Також для військових потреб було забрано коней. У 1916 році на полях Київщини, зокрема у Чабанах та Гатному, працювали військовополонені з числа австро-угорської армії.

### Радянська влада
13 лютого 1919 року більшовики зайняли село, розпочався радянський період у житті селян. Під час НЕПу місцеві селяни мали надмірну трудову зайнятість. 1926 року у Гатному заснували Товариство спільної обробки землі «Колос», натомість у Чабанах залишилася хутірська система. 1926 року у Чабанах налічувалося вже 43 двори та мешкало 203 особи. У 1920-х роках у селі розпочалася кампанія спрямована на подолання неписемності серед місцевого населення. 1923 року запрацювала хата-читальня. При сільській початковій школі у вечірній час працював лікнеп.

#### Колективізація
У 1929—1930 роках почалася колективізація. У 1930 році утворено колгосп «Більшовицька весна» (перший голова — Фрідман), який підпорядковувався Гатнянській сільській раді. Створенню колгоспу передували трагічні події розкуркулення, тобто економічне пограбування хазяйновитих заможних господарів, порушення їхніх політичних та соціально-економічних прав, репресії. Так, заможніші Воловенки, Ситниченки, Шелудьки, Гопчаки та інші зметикували та подали заяви на вступ до колгоспу, а ось середняки, наприклад, на прізвище Моторні, не схотіли віддавати усе нажите непосильною працею добром, то були розкуркулені.  

#### Голодомор
Наслідком примусової колективізації на селі став Голодомор 1932—1933 років. На початку 1932 року населення становило 223 особи. Врожай 1932 року зібрали гарний, але усе зерно було вивезене в державні сховища. Колгоспникам не видали нічого. У селян забрали навіть те, що вродило на їхніх городах. Була заборонена колгоспна торгівля хлібом та перемелювання збіжжя у млинах без дозволу сільради. У серпні 1932 року з'явився «Закон про п'ять колосків».
Навесні 1933 року сільські активісти й комсомольці ще й по хатах ходили, вишукуючи залізними загостреними прутами, чи не прикопано де якісь харчі. Були організовані бригади шукачів, в які входило до 10 осіб. Ці «комсомольці» як їх називали в селі, забирали у селян все: зерно, картоплю, квасолю, крупи, навіть приготовлену їжу з печі, – все їстівне. Люди від хронічного недоїдання пухли, наливалися рідиною ноги, животи. Найбільше померло людей в селі навесні та літом 1933 року. Помирали від голоду, від хвороб, від вживання в їжу отруйних речовин (бугили, мухоморів, отруйних грибів та рослин). А найстрашніше те, що по селу траплялись випадки канібалізму. Люди вбивали односельців і навіть членів родини, щоб їхнім м'ясом затамувати голод. В Чабанах доросле населення вижило, а ось серед дітей спостерігалася висока смертність.
У 1933 році у Чабанах відкрили школу-семирічку, а за три роки, 1936 року, відбувся перший випуск учнів і діяв навчальний заклад до початку німецько-радянської війни.

#### Великий терор
Під час Великого терору 1937—1938 років, коли сталінські репресії були різко посилені й доведені до максимуму своєї інтенсивності.

#### Німецько-радянська війна
У перші дні німецько-радянської війни хутір Чабани потрапив у другу лінію оборони міста Києва. 22 червня 1941 року було проведено мобілізацію чоловічого населення Чабанів. Непідготовлених людей відправлено на фронт, більша частина яких загинула у перших ж боях. Основний удар німецьких військ по Києву прийшовся з південного напрямку. Основні бої тривали при васильківському шляхові у районі сіл Віта-Поштова, Гатне, Чабани, Хотів, Новосілки. 6 серпня 1941 року Чабани було окуповане німецькими військами. Німці зайняли оборону на хуторі Чабани, а радянські війська сконцентрувалися на правому боці річки Дніприк, на той час урочища. 7—8 серпня радянські війська пішли у контрнаступ. Радянських солдат на полуторках підвозили з Києва та кидали в атаки, під масований вогонь ворожих кулеметів. Вся територія при шляхові на Хотів була всіяна трупами. 8 серпня село знов було захоплено німцями. 19 серпня 1941 року чисельний радянський загін під командуванням молодшого лейтенанта Кривоспицького А. К. повністю знищив німецький гарнізон у Чабанах. Евакуйоване німцями населення Чабанів повернулися додому взимку 1942 року.
Величезними втратами у живій силі виявився наступ військ Воронезького фронту на Букринському плацдармі під час битви за Дніпро у вересні 1943 року. У жовтні було окуповане росіянами село Чабани. Перемістилася й лінія фронту. У Чабанах в дубовому гайку створений польовий військкомат, де поспіхом проводили мобілізацію всіх чоловіків, які могли тримати зброю. За законами воєнного часу чоловіки, які потрапили в окупацію, автоматично отримували клеймо зрадників, тому мали власною кров'ю довести свою відданість СРСР. Ніякої військової підготовки з мобілізованими не проводили. Часто їх відправляли у бій навіть не встигаючи видати військового одягу та зброї. Вони стали так званою «чорною піхотою» або ж «чорнопіджачниками» — за назвою цивільного одягу, в якому вони йшли у бій, а також «чорносвитниками» — назва частин, набраних переважно із селян, що були одягнені у доморобні свити. Польові військкомати мобілізували у Чабанах 17 чоловіків, серед них був й місцевий підпільник Семен Іванович Марченко. Їх у складі «чорносвитників» було кинуто у бій за село Мотовилівка. Тих, хто залишився в живих було розстріляно радянськими солдатами з Сибіру.

#### Повоєнний розвиток села
У повоєнні роки Чабани ще фігурують як хутір. У селі на базі створеного під час окупації німецького громадського підприємства заснували допоміжне військове господарство, яким керував А. В. Юрков. Відновили роботу колгоспу «Більшовицька весна», який очолив Євтух Іванович Воловненко. Силами військового господарства у Чабанах заново збудовані господарські споруди та житло людей, збудовано ферми та майстерні. У 1949 році військове господарство передали Українському науково-дослідному інституту соціалістичного землеробства, який на той час містився у Києві, на сучасній вулиці Богдана Хмельницького.
У 1950-х роках на території урочища Дніприк радянська влада облаштувала виправно-трудову колонію. Мешкали ув'язнені у дерев'яних бараках, табір був обнесений колючим дротом, а працювали вони на будівництві нової траси «Київ—Одеса» (М05). Основна дорога, що з XIX століття пролягала через село Новосілки та центральну вулицю Чабанів, була перенесена ближче до Гатного та пролягла через Теремки. Тоді ж у Чабанах розмістили польову базу ДСКБ з виробництва сільськогосподарських машин, яке з часом переросло у НДІ тваринницького машинобудування (ВНД «Тваринмаш», нині — ВАТ «Київський дослідно-експериментальний завод сільськогосподарського машинобудування „Київсільмаш“»). 1962 року виправно-трудову колонію переведено у село Мартусівка, на базі якої створено виправно-трудову колонію № 65 з метою будівництва Бортницької зрошувальної системи. Збереглися лише дерев'яні бараки, у деяких з них мешкали аспіранти вищезгаданого інституту. 
Згідно з постановою уряду про переселення з Києва наукових установ аграрного напряму «Український науково-дослідний інститут соціалістичного землеробства» переведений в сільську місцевість. Через те, що у Чабанах вже існував однойменний радгосп з власною експериментальною базою, вирішено було спорудити корпус інституту та житлові будинки на місці колишньої виправно-трудової колонії. Восени 1969 року корпус «Українського науково-дослідного інституту соціалістичного землеробства» у Чабанах був урочисто відкритий. Вченими інституту розроблено системи ведення господарства для зон Полісся та Лісостепу, рекомендації, технології. Згодом в умовах зміцнення науково-технічної бази інститут землеробства виступив ініціатором інтенсивної системи землеробства. Після розширення наукової бази на території Чабанів та зростання чисельності населення у 1971 році рішенням уряду населеному пункту надано статус селища міського типу з організацією селищної ради на його території, до складу якої крім самих Чабанів увійшло й село Новосілки, а до того часу Чабани входили до складу Хотівської сільської ради.
Після катастрофи на Чорнобильській атомній станції вчені «Українського науково-дослідного інституту соціалістичного землеробства» першими розробили рекомендації з ведення землеробства в умовах радіоактивного забруднення. Враховуючи масштаби глобального впливу радіонуклідів на навколишнє середовище та суспільство, у 1986 році на базі Інституту захисту рослин розпочала роботу філія Всесоюзного інституту радіології (від 1991 року — НДІ сільськогосподарської радіології Національного аграрного університету). Разом із виникненням агрохімічної служби у Чабанах поряд з інститутом землеробства від 1964 року почала функціонувати Київська зональна агрохімлабораторія (від 2013 року — Інститут охорони ґрунтів України).

### В Незалежній Україні
На початку 1990-х років, в умовах ринкової економіки у Чабанах утворилися науково-виробничі господарства та фірми, які, використовуючи надбання аграрної науки, роблять власний потрібний внесок у продовольче та наукове забезпечення населення, зокрема, фірми ТОВ «Соєва фабрика „Агропрод“», НВМП «Антарія», ТОВ «НВФ „Агроекосистема ЛТД“» та інші.
У 2020 році село стало центром однойменної селищної громади.

## Пам'ятки
- Ботанічна пам'ятка природи місцевого значення «Витоки струмка Дніприк», розташована на території ДП «Дослідне господарство «Чабани» Інституту землеробства НААН України.
- ДОТ № 182 — ДОТ Київського укріпленого району, єдиний з кулеметним майданчиком і бруствером на даху. Збудований у 1930-х роках, пошкоджений у 2005 році.
- ДОТ № 185 — підірваний ДОТ між Чабанами і Хотовим, на території електричної підстанції.
- ДОТ № 186 — донині цілий ДОТ на вул. Покровській, музеєфікований.
- Меморіальна таблиця односельцям, які загинули під час німецько-радянської війни, встановлена біля одного з колишніх ДОТів[6].

## Галерея

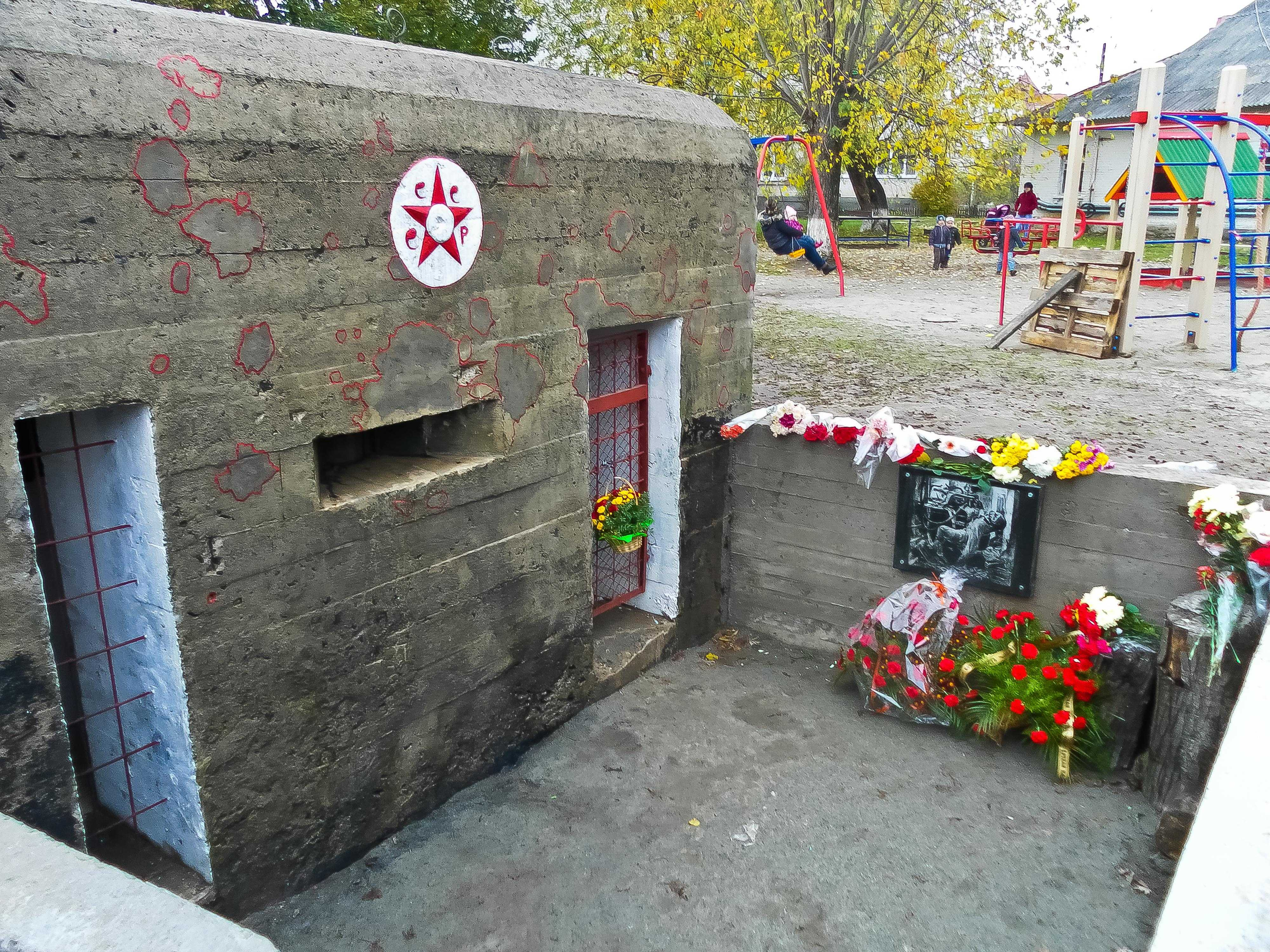
Дот № 186
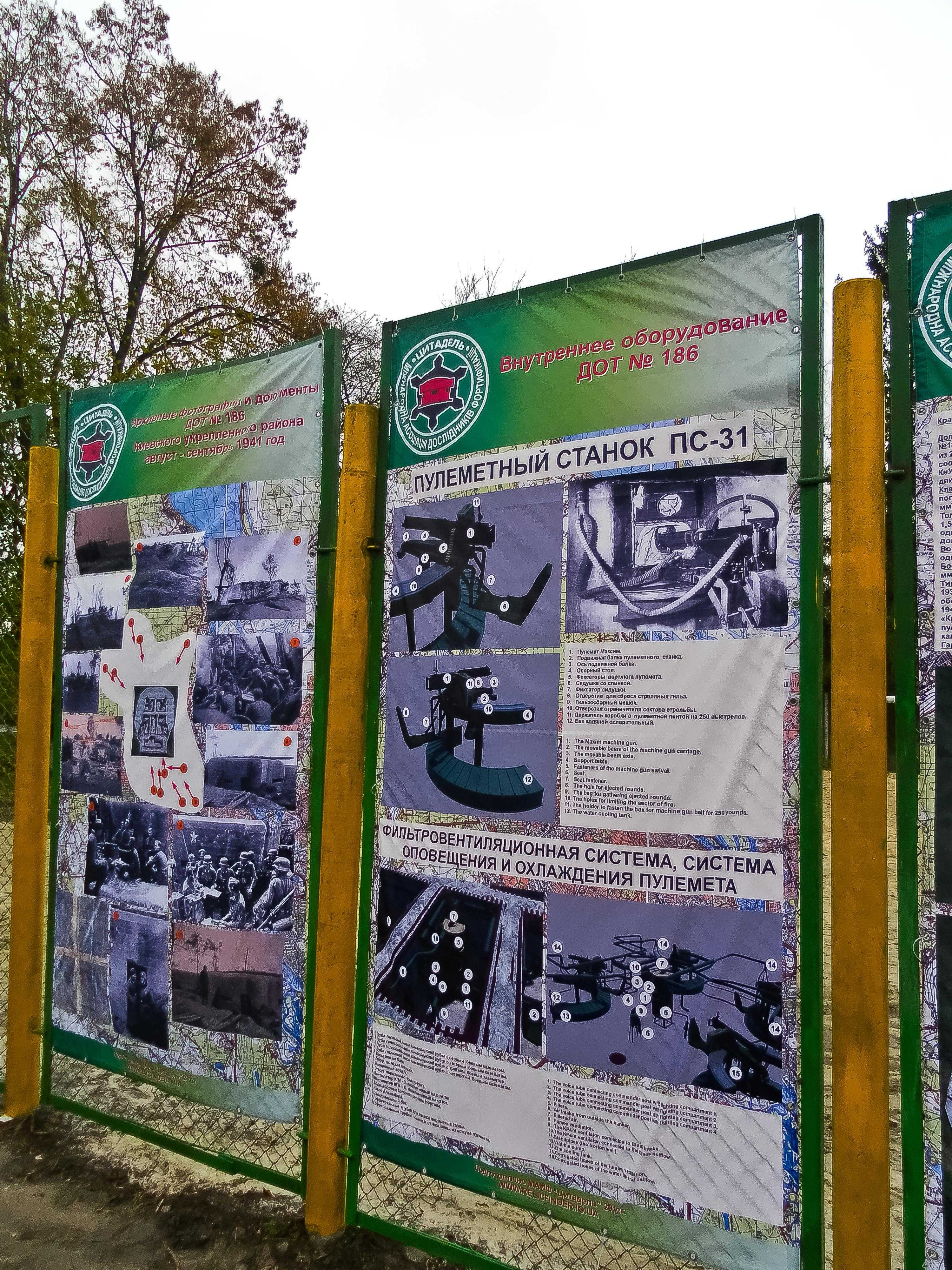
Інформаційна таблиця доту № 186
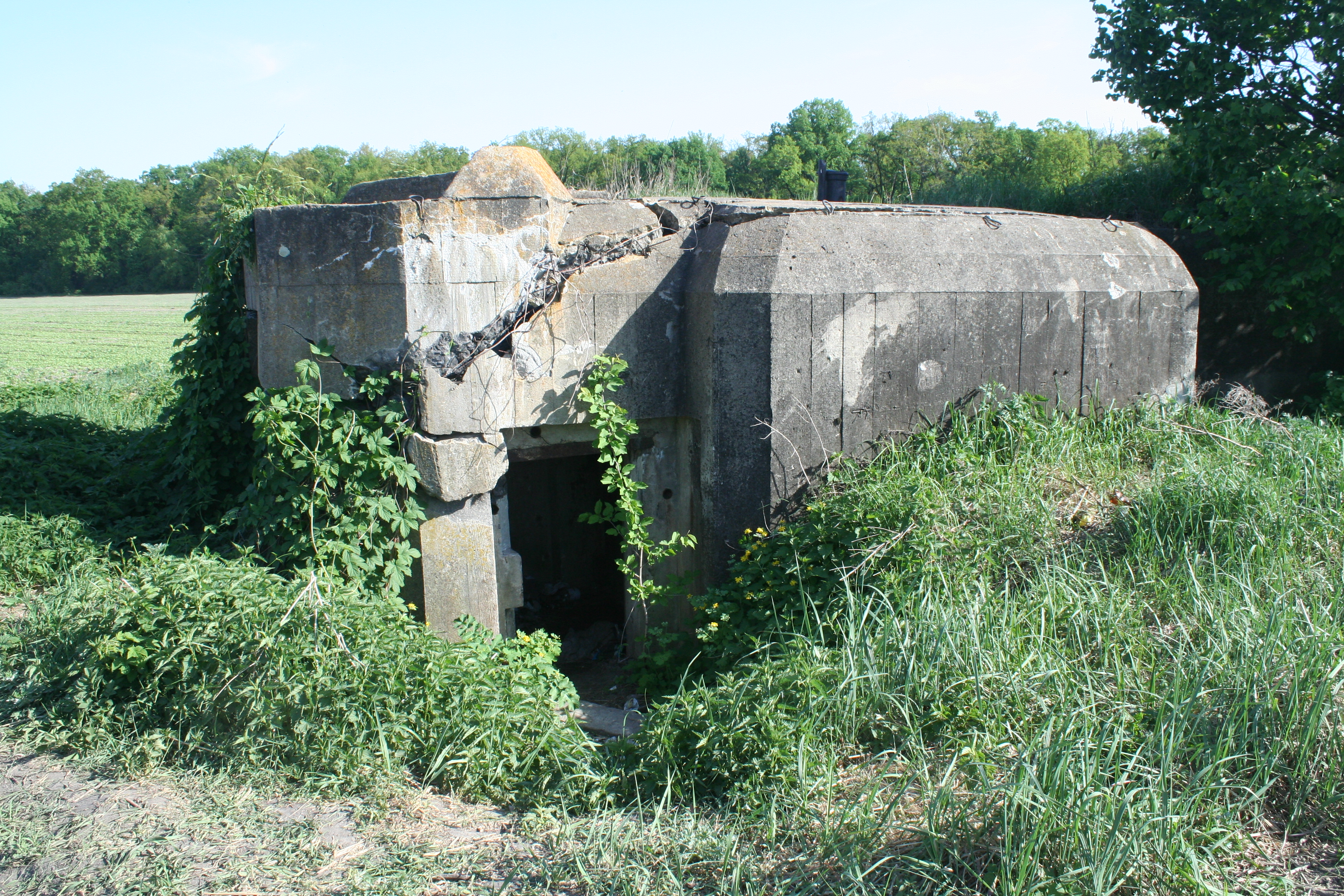
ДОТ 182, зовнішний вигляд
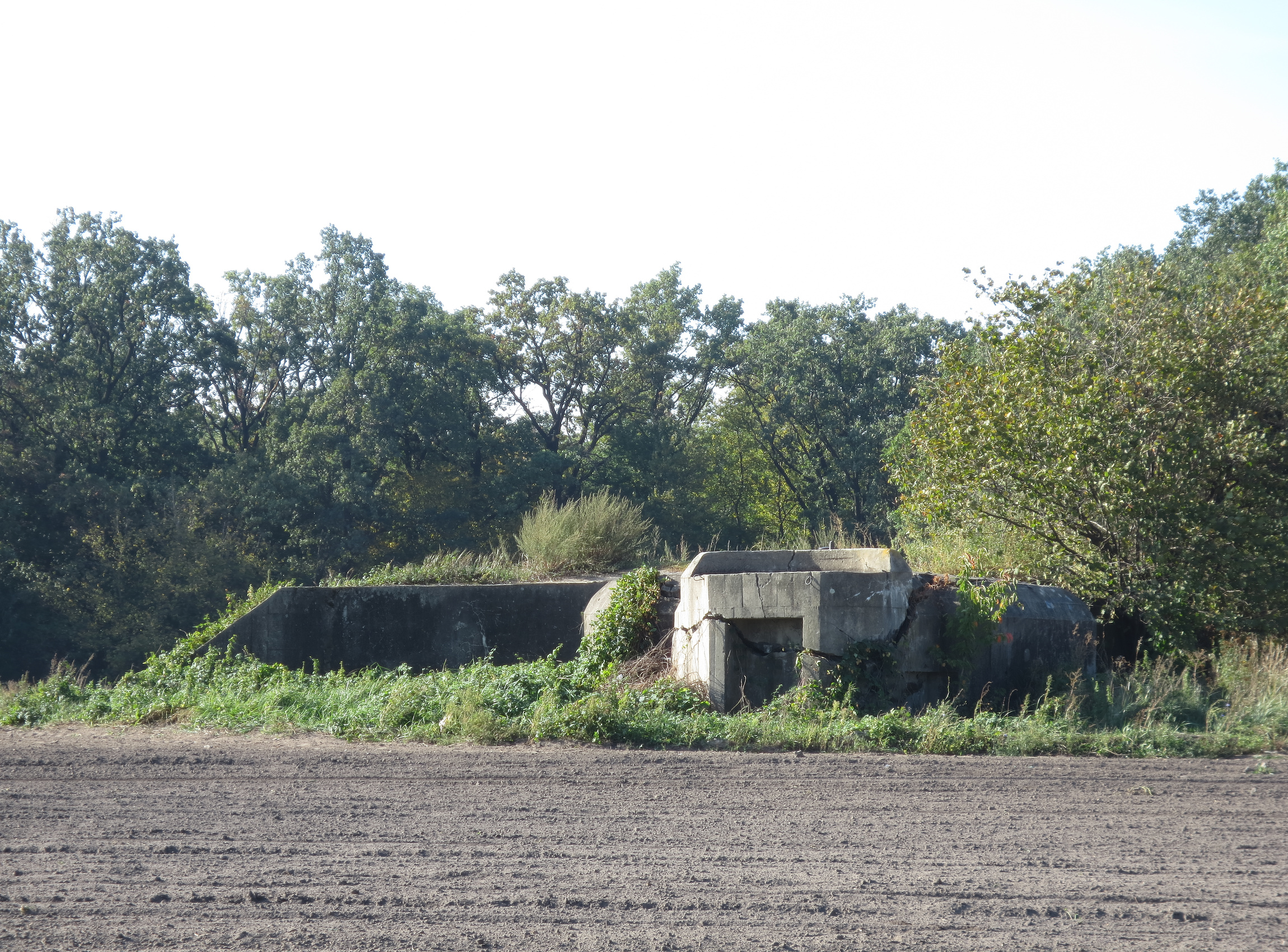
Дот 182 (КиУР) - 2017. Загальний вигляд з тилу. На даху видно бруствер, повернутий до фронта
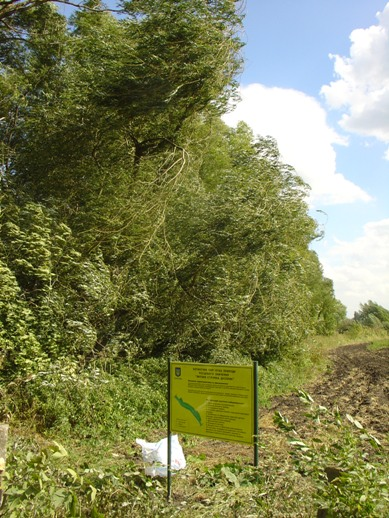
Ботанічна пам'ятка природи місцевого значення «Витоки струмка Дніприк»
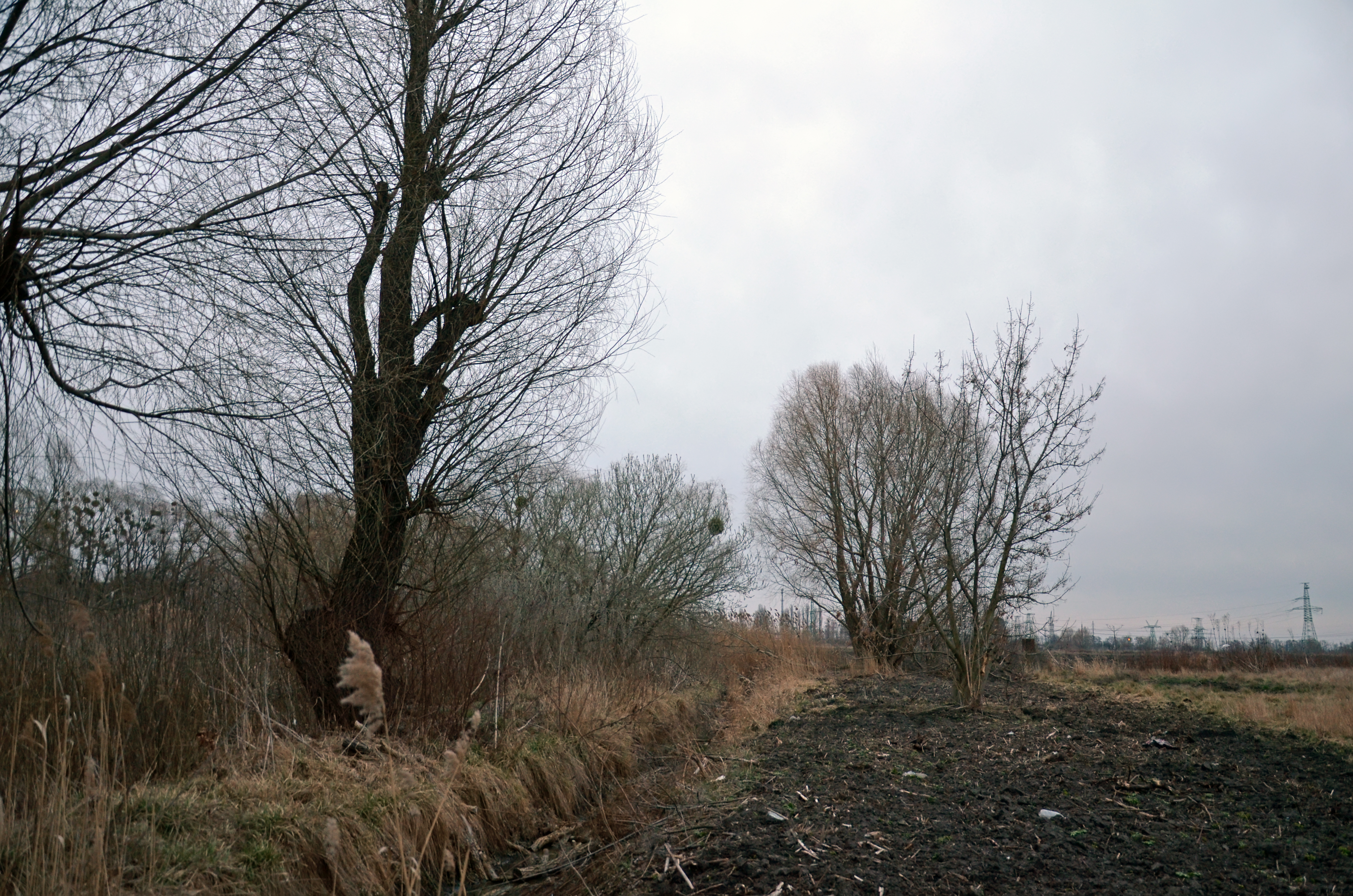
Витоки струмка Дніприк (сучасний стан)
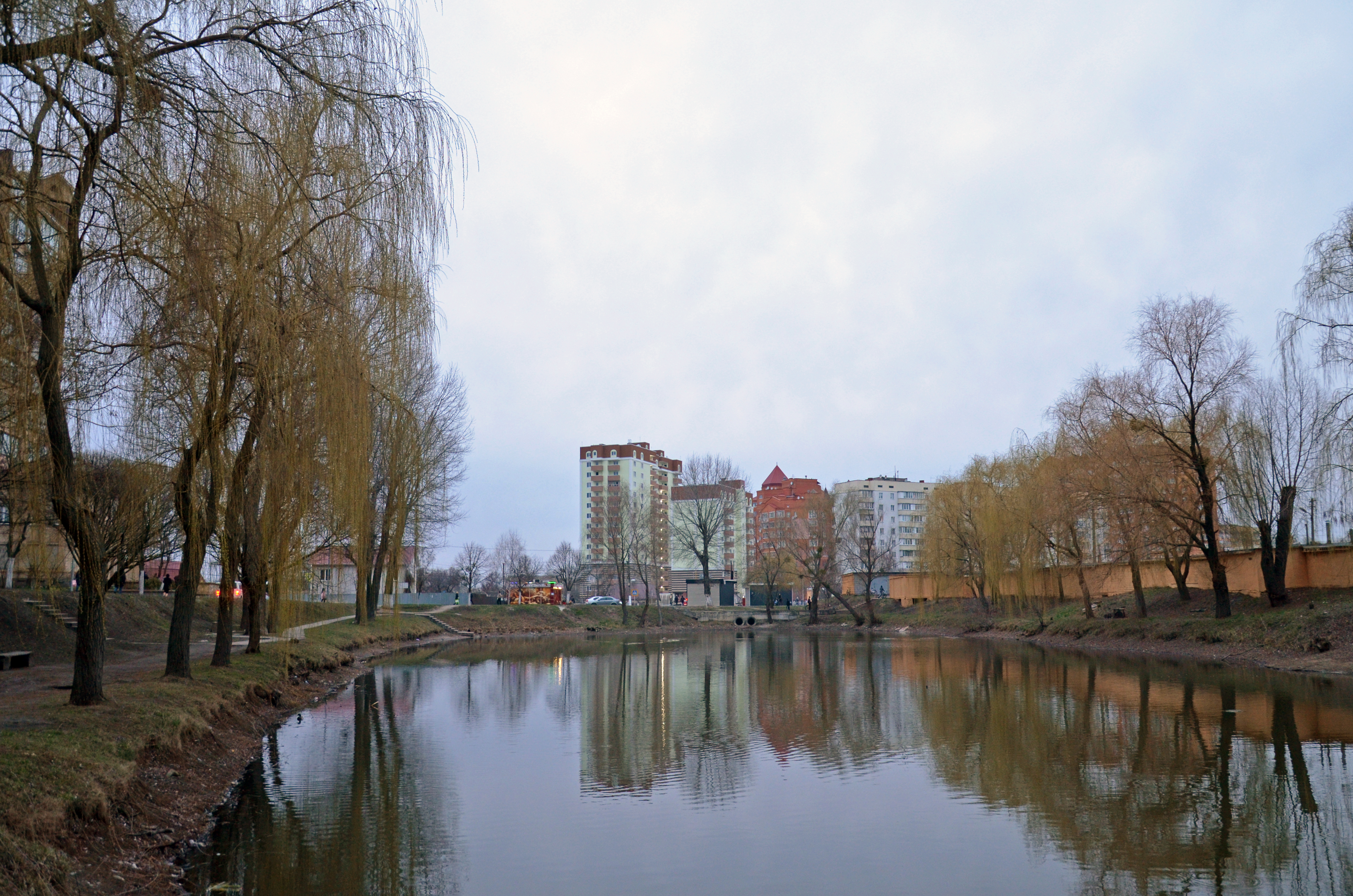
Озеро на струмку Дніприк
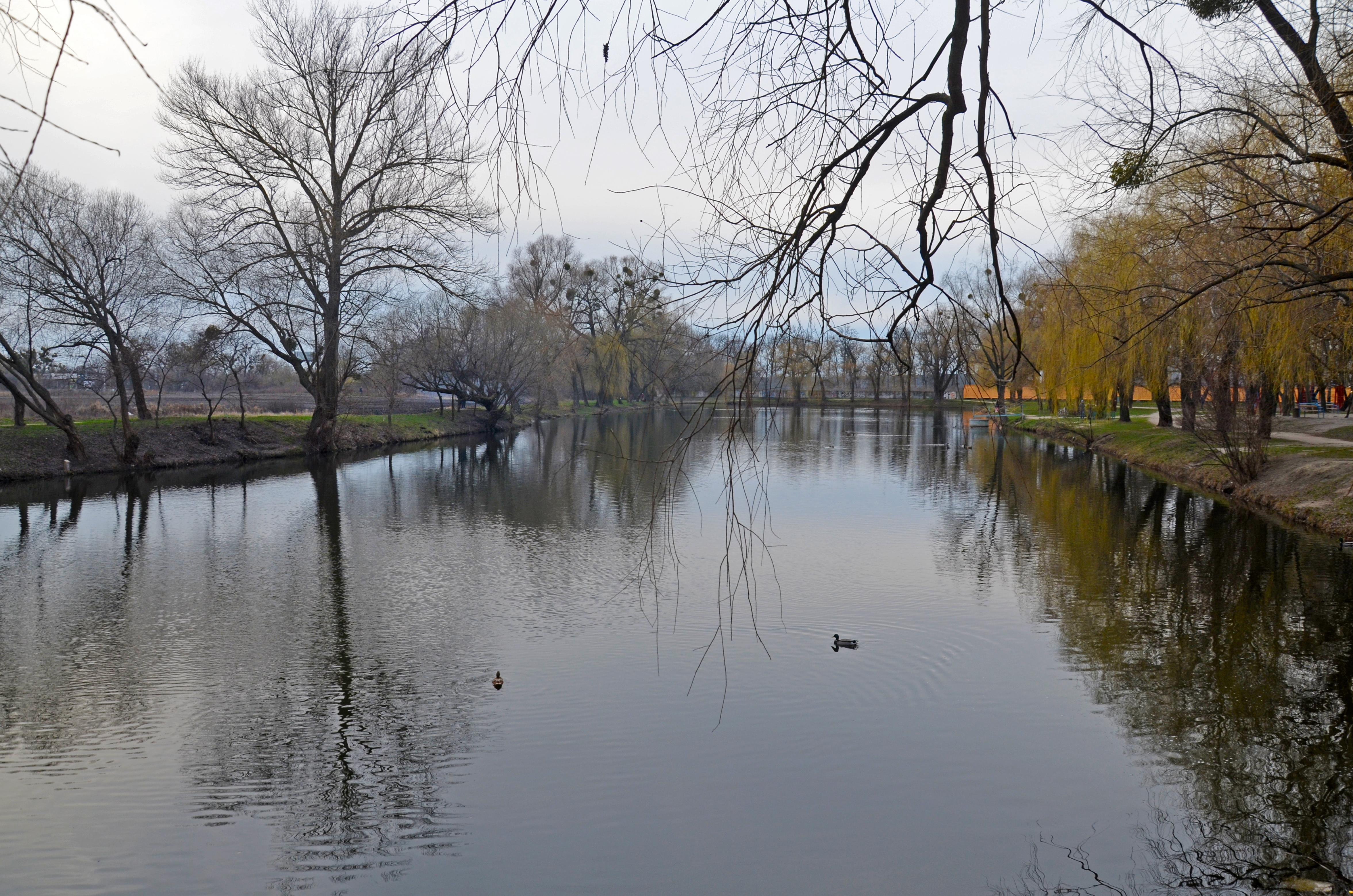
Чабани. Озеро Райський Куток в парку відпочинку
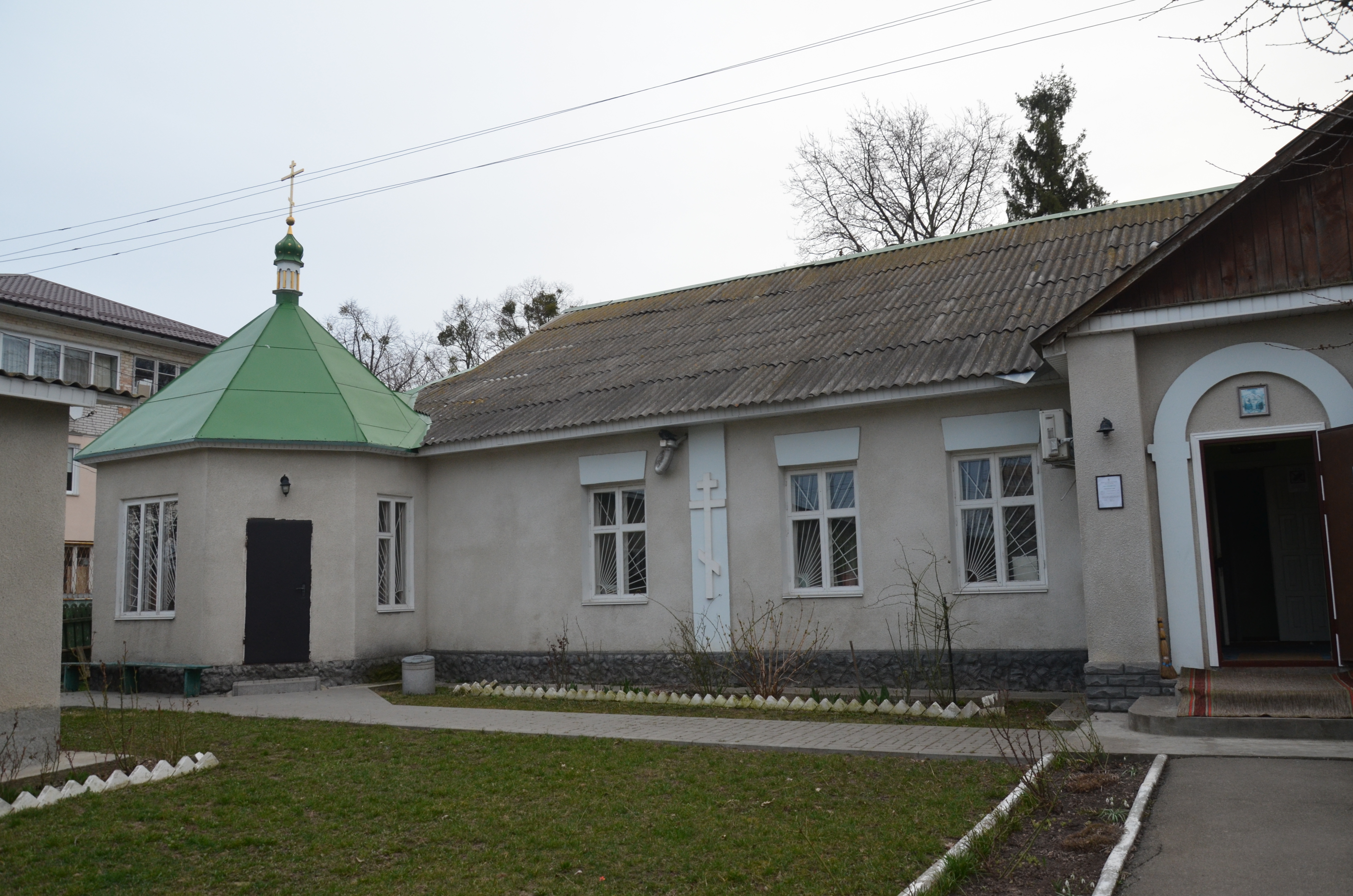
Чабани. Церква в пристосованому приміщенні
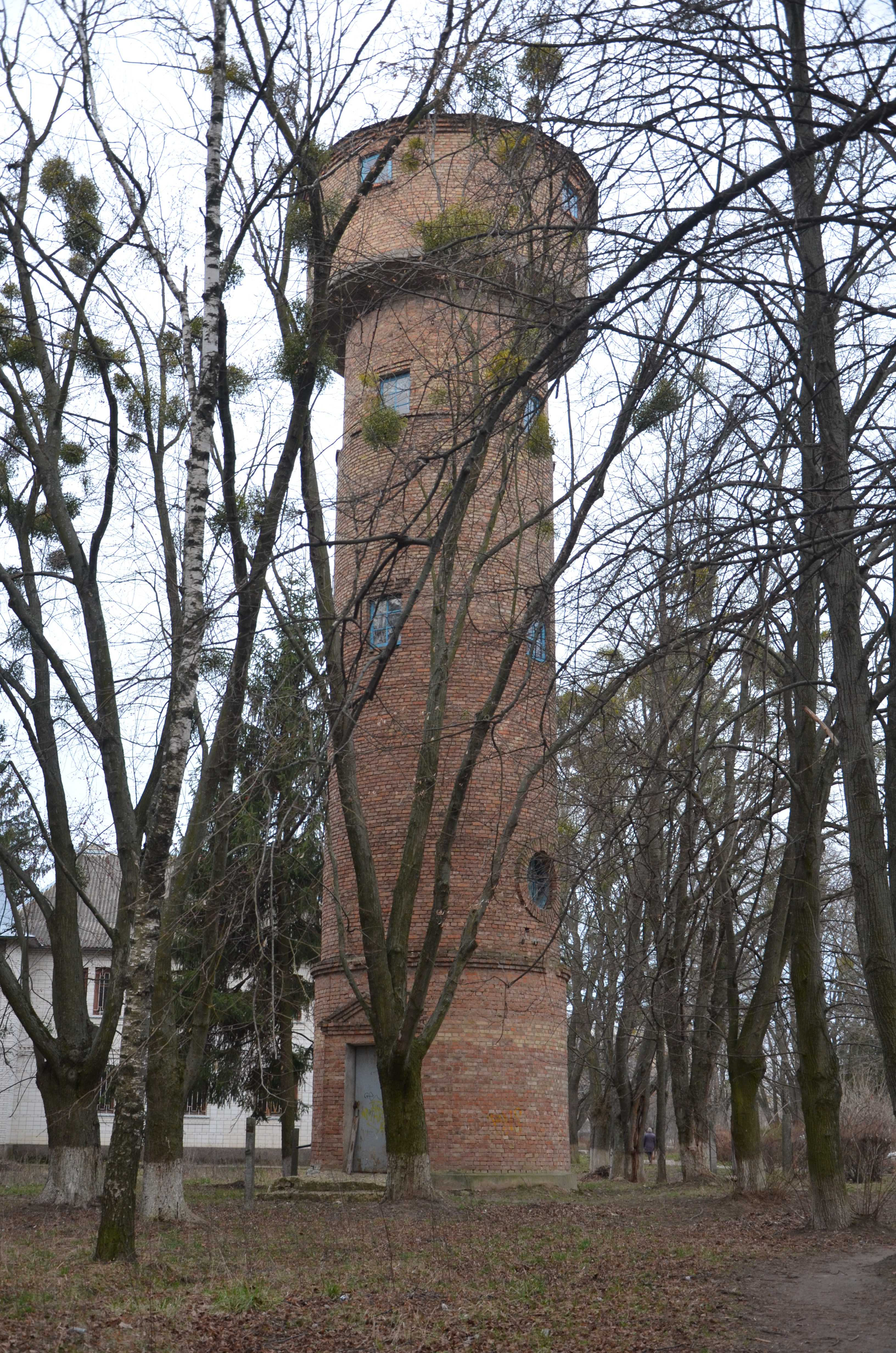
Водогінна вежа (Чабани)

## Відомі люди
- Пацан Юрій Іванович — український художник, кавалер ордена «За заслуги» III ступеня, заслужений художник України. Почесний громадянин Києво-Святошинського району.